# Abelardo González
Ángel Abelardo González Bernardo (Sotrondio, 3 settembre 1944 – Valencia, 5 maggio 2021) è stato un calciatore spagnolo, di ruolo portiere.

## Carriera

### Club
Svolse la maggior parte della propria carriera nel Valencia, in cui esordì da professionista durante la stagione 1966-1967. Quasi sempre utilizzato come secondo portiere, ricoprì l'incarico di portiere titolare in due sole stagioni, tra cui nel 1970-1971, in cui vinse il campionato e fu eletto miglior portiere del torneo (aggiudicandosi così il trofeo Zamora). Si ritirò nel 1976 dopo aver giocato due stagioni da portiere di riserva dello Sporting Gijón.

### Nazionale
Fu convocato per due volte in nazionale senza però scendere in campo, essendo riserva di José Ángel Iribar.

## Statistiche

### Presenze e reti nei club
| Stagione  | Squadra        | Campionato | Campionato | Campionato |
| Stagione  | Squadra        | Comp       | Pres       | Reti       |
| --------- | -------------- | ---------- | ---------- | ---------- |
| 1966-1967 | Valencia       | PD         | 7          | -          |
| 1967-1968 | Valencia       | PD         | 27         | -          |
| 1968-1969 | Valencia       | PD         | 12         | -          |
| 1969-1970 | Valencia       | PD         | 12         | -          |
| 1970-1971 | Valencia       | PD         | 30         | -          |
| 1971-1972 | Valencia       | PD         | 12         | -          |
| 1972-1973 | Valencia       | PD         | 15         | -          |
| 1973-1974 | Valencia       | PD         | 10         | -          |
| 1974-1975 | Sporting Gijón | PD         | 13         | -          |
| 1975-1976 | Sporting Gijón | PD         | 10         | -          |

## Palmarès

### Club
- Campionato spagnolo: 1

1970-1971
- Coppa di Spagna: 1

1966-1967

### Individuale
- Trofeo Zamora: 1

1970-1971